# زواج بالإكراه

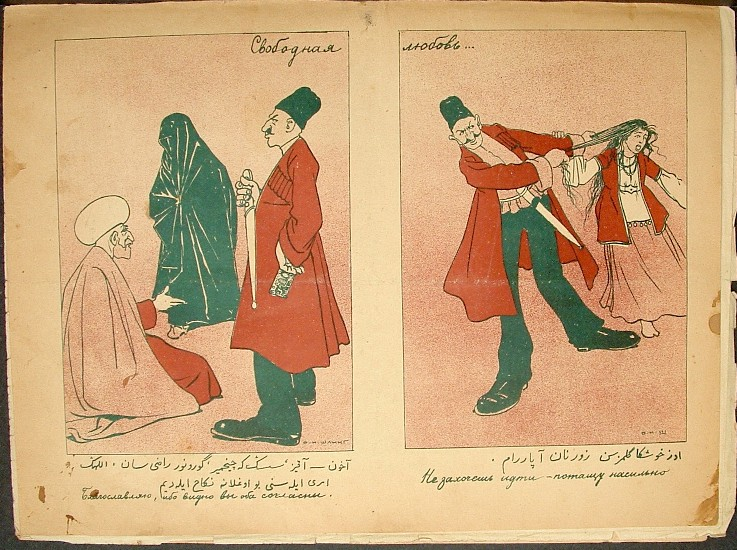
انتقاد هزلي لزواج قسري أذري في بداية القرن العشرين في عصر ملا نصر الدين. يجب قراءة الصورة من اليمين إلى اليسار. الصورة الأولى في اليمين: إذا كنت لا تريد أن تذهب طوعًا، سوف يأخذك بالقوة. في الصورة التالية: يقول رجل الدين: «سيدتي، بما أنك لا تقولين أي شيء، يبدو أنك توافقين. بأمر من الله أنا أَزِجُك إلى هذا الرجل المحترمِ».

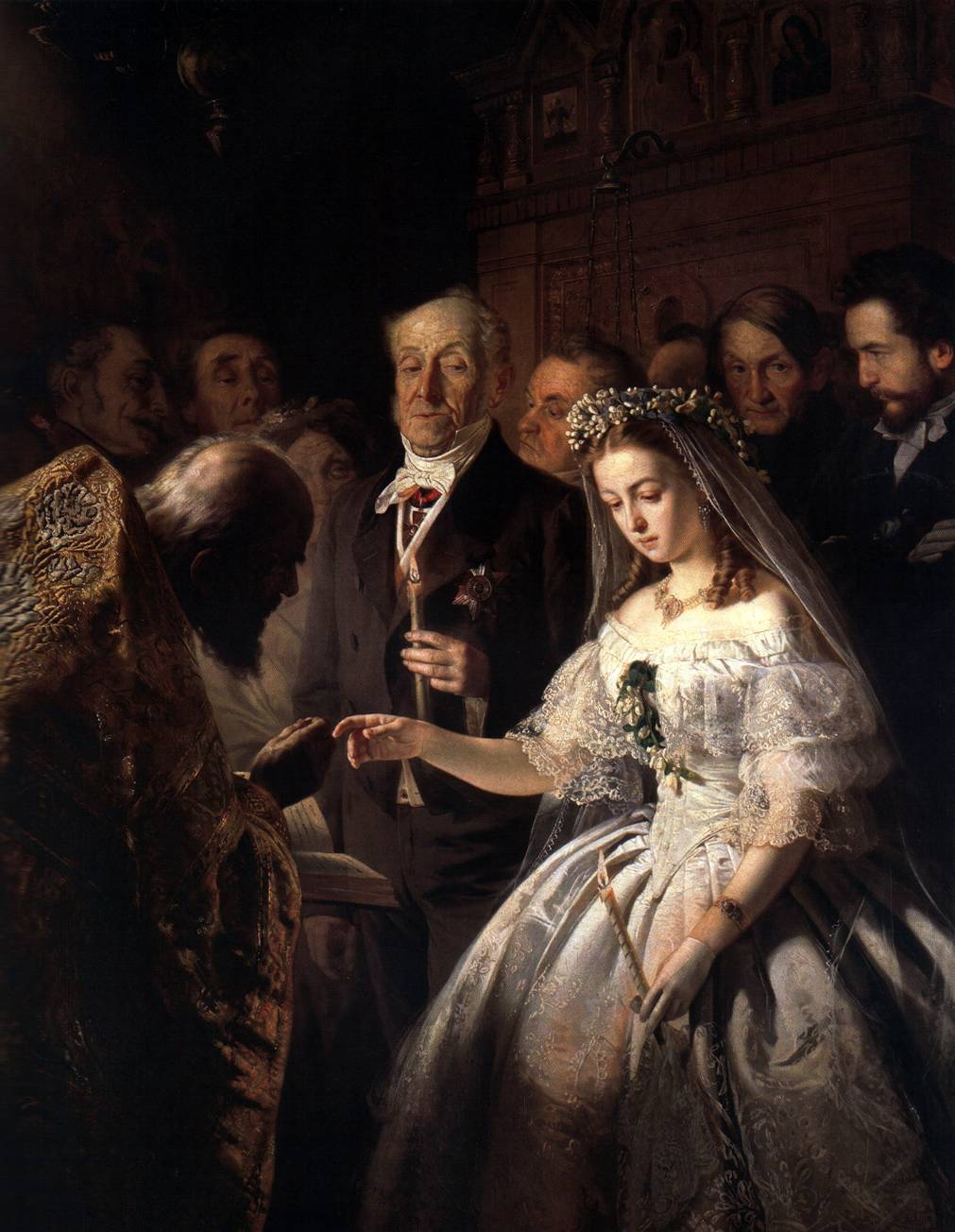
لوحة تمثل الزواج بالإكراه في القرن التاسع عشر

الزواج بالإكراه أو الزواج القسري هو أحد أشكال الزواج الذي يتم على الرغم من رفض أحد أو كلا الطرفين لهذه الزِيجة، بل وإبرام القِرَانُ بالإكراه. يتمحور الاختلاف بين الزواج الإجباري والزواج المُدَبَّر في كون الأخير يعتمد بشكل كبير على حرية طرفي العلاقة في قبول إتمام الزواج من عدمه، فهذا النوع يعتمد بشكل كبير على التوفيق بين الطرفين بناءً على مساعدة الأهل أو عن طريق وجود طرف ثالث (كمكاتب الزواج الحديثة أو الخاطبة قديمًا) دون إجبار أحد على الأخر، لكن الزواج الإجباري القسري يتم غالبًا بعد سلسلة طويلة ومتصلة من الإكراه؛ لإجبار أحد الأطراف أو كليهما على الزواج، بل وقد يصل اللأمر إلى استخدام العنف الجسدي الصريح أو الضغط النفسي المستتر.
لا يزال الزواج القسري يُمارس من قِبَل العديد من الثقافات بجميع أنحاء العالم حتى الآن، ولا سيما في أجزاء من جنوب آسيا وأفريقيا على وجه الخصوص. يعترض بعض الباحثين على اِستخدام مصطلح» الزواج القسري - «Forced Marriage»  لأنه يدفعنا لاستخدام بعض المصطلحات التي لها علاقة بالحياة الزوجية (كالزوج / الزوجة) على تجربة لا تمت للزواج بصلة من الأساس. هناك مجموعة متنوعة من المصطلحات البديلة التي يمكن أن تُستخدم عوضًا عن مصطلح الزواج بالإكراه، كاستخدام مصطلح» الرق الزوجي«على سبيل المثال؛ وذلك من أجل التعبير عن الوضع بصورة صحيحة.
ترى منظمة الأمم المتحدة أن الزواج القسري ما هو إلا اِنْتِهاكُ صريح لحقوق الإنسان، لأنه يتعدى على أبسط حقوق الأفراد واستقلاليتهم. ينص الإعلان العالمي لحقوق الإنسان على أن للمرأة مطلق الحرية في اختيار الزوج المناسب، دون قهر أو إجبار، وأن هذا الأمر جوهري لا يمكن التهاون فيه؛ نظرًا لارتباطه بصورة مباشرة بحياتها الخاصة،  مستقبلها، وكرامتها. ترى الكنيسة الكاثوليكية الرومانية أن الزواج القسري هو أمر باطل، وغير جائز؛ فمن أهم الشروط التي يجب أن تتوافر من أجل ضمان صحة الزواج، هو إعطاء الطرفين موافقتهما بمطلق الحرية دون ضغط أو قهر. تحظر الاتفاقية التكميلية لإبطال الرق وتجارة الرقيق والأعراف والممارسات الشبيهة بالرق الزواج المبني على الإجبار دون وجود حق الاعتراض على قرارت الأهل والأقارب وهذا يتطلب وجود حد أدنى لسن الزواج وتطبيقه قانونيًا؛ وذلك من أجل إيقاف هذه الأفعال.
أشارت دائرة الاستئناف التابعة للمحكمة الخاصة بسيراليون عام 1969،  إلى أن اختطاف النساء وحبسهن أثناء الحروب من أجل إخضاعهن للزواج القسري، هي جريمة من جرائم الحرب، ليس هذا فحسب بل هي جريمة كبرى مكتملة الأركان وهو أمر ترفضه الإنسانية بكل صورة وأطواره. وقد وجدت الدائرة الابتدائية التي أقيمت من أجل مُحاكمة تشارلز تايلور رئيس دولة ليبيريا السابق، أن مصطلح «الزواج القسري» هو مصطلح يجب الابتعاد عنه وتجنبه في وصف مثل هذه الأمور، كما وصفت المحكمة تلك الممارسات التي تتم في الحروب على إنها رق زوجي ونوع من أنواع العبودية المستترة.
وفي عام 2013، تم اعتماد أول قرار خاص بمكافحة زواج القُصّر، والزواج المبكر، والزواج بالإكراه من قَبِلَ مجلس حقوق الإنسان التابع للأمم المتحدة. لقد تم اِتِّخاذ هذا القرار بناءً على العديد من الجوانب، كانطواء زواج القُصَّر، والزواج بالإكراه على انتهاكات صريحة لحقوق الإنسان، وقد تصل تلك الانتهاكات إلى حرمان الأفراد من الحياة بصورة سليمة خالية من جميع أشكال العنف، بالإضافة إلى حرمانهم من بعض حقوقهم الأساسية كحقهم في التعليم، والتمتع بأعلى مستوى من الصحة بما في ذلك الصحة الجنسية والإنجابية. ينص هذا القرار أيضًا على ضرورة النظر في إنهاء هذه القضية  بشكل كامل في خطة التنمية لما بعد عام 2015.

## نظرة تاريخية
بشكل عام، اعتمد الزواج على التنسيق العائلي منذ القدم، وذلك حتى قبل بداية القرن الثامن عشر على وجه الخصوص. ربما تباينت الممارسات المتبعة في الزواج بأختلاف الثقافات، لكنها في النهاية تتفق على غاية واحدة، وهي أن هذه الممارسات ما هي إلا إطار تم وضعه من أجل إتمام الانتقال القانوني لتبعية المرأة من الأب إلى الزوج. يمكننا ملاحظة العديد من التغيّرات التي طرأت على قوانين الزواج مع مرور الوقت، كتلك التغيّرات التي ظهرت بالقرن التاسع عشر، والقرن العشرين مع ظهور الحركات التي تنادي بحرية واستقلالية المرأة، وخاصة فيما يتعلق بالملكية والوضع الاقتصادي. بحلول منتصف القرن العشرين، تم سن العديد من التشريعات من قَبِلَ  بعض البلدان الغربية التي تنص على ضرورة تطبيق المساواة القانونية بين طرفي الزواج بقانون الأسرة. لقد شهدت العديد من البلدان كإيطاليا، وإسبانيا، والنمسا، وألمانيا الغربية والبرتغال إصلاحا كبيرا بالقوانين الخاصة بالأسرة وذلك في الفترة القائمة بين 1975إلى 1979. وفي عام 1978، أصدر مجلس أوروبا القرار رقم 37 لسنة (78) بشأن المساواة بين الزوجين في القانون المدني. ومن ضمن البلدان الأوروبية التي كانت قد أعلنت المساواة بشكل كامل بين الجنسين في الزواج هم سويسرا - اليونان - اسبانيا - هولندا - وفرنسا.
يمكننا القول أن هنالك فارق كبير بين الزواج المُدَبَّر والزواج الإجباري، ففي حالة الزواج المُدَبَّر يحق لأي طرف من أطراف العلاقة أن يقوم برفض الزواج، بينما في حالة الزواج الإجباري فإن هذا لا يحدث. ربما يصعب علينا أن نقوم بتوضيح الفارق أكثر من ذلك، غير أن الخط الفاصل بين الزواج المُدَبَّر والزواج القسري رفيع للغاية؛ وذلك بسبب ممارسة العديد من الضغوطات الأسرية والاجتماعية من أجل إتمام الزواج وطاعة الوالدين في كلا الحالتين.
في أوروبا، وخلال أواخر القرن الثامن عشر وأوائل القرن التاسع عشر، ظهرت العديد من الحركات الأدبية والفكرية الرومانسية، والتي عرضت العديد من الأفكار التقدمية الحديثة حول الزواج المبني على الحب وتقبل كل طرف للأخر. وفي القرن التاسع عشر، اختلفت ممارسات الزواج بجميع أنحاء أوروبا بصورة كبيرة، ولكن بشكل عام، ظل الزواج المُدَبَّر هو السائد بين الطبقات العليا، كما كان الحال أيضًا بروسيا؛ فكانت الزيجات المُدَبَّرة تحتل المرتبة الأولى، وكان لزواج الأقارب النصيب الأكبر من تلك الزيجات المُدَبَّرة، وذلك حتى قبل أوائل القرن العشرين. لقد كان زواج القُصّر أمر شائع فيما مضى، ولكننا بدأنا في تسليط الضوء عليه بصورة كبيرة في القرن التاسع عشر والقرن العشرين. يعد زواج القُصّر زواجًا قسريًا إجباريًا مخالف لكل الحقوق الإنسانية، فالأطفال لا يملكون القدرة على إعطاء قرار مصيري كهذا. إنه أمر غير منطقي أن نقوم بتَخيير طفل لم يصل إلى سن البلوغ قط في أمر كهذا بأي صورة من الصور، فالقرار هنا يأتي بناءً على رغبة الأهل على الأغلب خدمة لبعض الأهداف، وذلك منافي لكل الحقوق والحريات.
لقد كان الزواج القسري مستخدمًا من قِبل العديد من المجتمعات الغازية عبر التاريخ؛ وذلك من أجل إعطاء العبد أو أسير الحرب فرصة للانخراط مع المجتمع الغازي. تعد عملية أسر الحداد الإنجليزي جون ر. جيويت هي الأشهر على الإطلاق، فقد أمضى جيويت قرابة الثلاث سنوات (1802-1805) كأسير لشعب النوتكا بالساحل الشمالي الغربي للمحيط الهادئ. لقد تم إجبار جون على الزواج من النوتكا، لأن مجلس الزعماء كان يظن أن هذا الزواج هو بمثابة عقد الصلح، الذي يضمن له البقاء بصورة اَمنة بينهم مدى الحياة، فقد تم تخييره بين الزواج القسري وعقوبة الإعدام، لكن الإعدام لن يكون له وحده هنا، بل له ولوالده الذي وقع معه إسيرًا أيضا. والآن ضع نفسك مكان هذا الرجل، الموت عن يمينك، والزواج بالإكراه عن يسارك، ربما كان الاختيار الأخير سيئ لكنه الأقل ضررًا.
ربما تتعجب من الحالة السابقة، لكن ماذا تفعل إن علمت بوجود المزيد من تلك الممارسات البالية الباقية حتى وقت قريب؟ فهنالك بعض الحكومات الاستبدادية التي استخدمت هذا النوع من الزواج كوسيلة؛ لتحقيق بعض الأهداف السكانية. يعد إجبار الشعب على الزواج المستمر بواسطة حزب الخمير الحمر بكمبوديا هو المثال الأفضل على هذا النوع من الإكراه؛ وذلك من أجل زيادة عدد السكان، ومواصلة الثورة.

## الاتفاقية التكميلية لإبطال الرق
تقوم الاتفاقية التكميلية لإبطال الرق والمعروفة أيضًا بالاتفاقية التكميلية لإبطال الرق وتجارة الرقيق والأعراف والممارسات الشبيهة بالرق لعام 1956 بوضع تعريف خاص للمؤسسات التي تقوم ببعض الممارسات الشبية بتلك المستخدمة في استعباد البشر، والممارسات التي تشبه الرق والعبودية ليشمل في طياته هذه النقاط:
- الوعد بتزويج امرأة أو تزويجها بالفعل دون أن يكون لها الحق في إبداء رأيها، أو حتى الاعتراض على هذه الزيجة، وذلك في مبلغ من المال أو ما شابه لأبويها، أو للوصي عليها أو لأسرتها.
- إذا كان للزوج، أسرته أو عشيرته الحق في التنازل عن زوجته لشخص آخر في مقابل مبلغ من المال أو عرض اَخر يتلقاه.
- تحويل المرأة من كائن واعي، له الحق في الاختيار إلى مجرد ميراث ينتقل من شخص لأخر بعد وفاة الزوج.

## اتفاقية إسطنبول
تنص اتفاقية المجلس الأوروبي لمنع ومكافحة العنف ضد المرأة والعنف المنزلي أو كما تعرف باتفاقية إسطنبول، على ما يلي:
المادة 32 - العواقب المدنية للزواج القسري
تتخذ الأطراف ما يلزم من تدابير تشريعية أو تدابير أخرى لضمان إبطال الزواج القسري أو إلغاؤه دون تحمل الطرف الخاسر (الضحية) أية أعباء مالية أو إدارية لا مبرر لها.
المادة 37 - الزواج القسري
1. يجب على الأطراف اتخاذ التدابير التشريعية أو غيرها من التدابير اللازمة لضمان منع وتجريم استخدام السلطة في إتمام الزواج بالإكراه على أي طفل أو شخص بالغ.
2. يجب على الأطراف أن تقوم باتخاذ التدابير التشريعية أو غيرها من التدابير اللازمة لضمان منع وتجريم وجود أي إغراءات متعمدة من أجل إكراه الأطفال أو البالغين على الزواج القسري من أي شخص بدولة أخرى خارج إطار الدولة التي يقيم فيها صاحب العرض.

## أسباب الزواج القسري
هناك العديد من العوامل التي يمكن أن تؤدي إلى ميلاد ثقافة تشجع على  الزواج القسري. تشمل تلك الأسباب ما يلي: تعزيز الروابط العائلية والأسرية؛ السيطرة على بعض التصرفات غير المرغوبة والسيطرة على الحياة الجنسية، منع العلاقات الغير مناسبة والغير شرعية؛ وحماية المعايير الثقافية أو الدينية المتصورة والالتزام بها؛ بالإضافة إلى الحفاظ على الثروة والإرث داخل الأسرة الواحدة.

## عواقب الزواج القسري

### العواقب الواقعة على ضحايا الزواج القسري وعلى المجتمع
هنالك العديد من العواقب العائدة على المجتمع بسبب ذلك النوع التعسفي من الزواج، فهو يسهم بصورة أو بأخرى في وضع الفتيات على وجه الخصوص تحت دائرة من الفقر المدقع والعجز الدائم. يرى البعض أن سوء المعاملة هي النقطة الأهم والتي يجب أن نلتفت إليها بصورة كبيرة عند التحدث عن العواقب الناجمة جَرّاء الزواج القسري، بالإضافة إلى أهمية النظر في تدني مستوى الصحة الجنسية والإنجابية جراء ذلك أيضًا. يعاني أغلب من خضعوا لهذه التجربة من سوء المعاملة والعنف الأسري، وقد يصل الأمر إلى استخدام الإيذاء الجسدي في العديد من المواقف كممارسة العلاقات الجنسية بالإكراه في بعض الأحيان، وهنا يمكننا القول أن الأمر قد خرج من إطار العلاقات الزوجية الصحية إلى نوع جديد من الاغتصاب المقنع خلف عقد الزواج. يفتقر أغلب من يتم إجبارهم على ذلك النوع من الزواج إلى التعليم الأساسي؛ ولعل هذا هو أنسب تفسير لتفشي تلك الظاهرة في بعض المجتمعات دون غيرها،  باللإضافة لبعض الفترات الزمنية على وجه الخصوص. تقع الكارثة الحقيقية في وجود رغبة قوية عند بعض من تم إجبارهم على الزواج في سن صغيرة في ترك الدراسة، وذلك قبل إتمام مراسم الزواج بوقت قصير جدًا، مما يهدد مستقبلهم بالسلب.

### العواقب التشريعية
وفقًا للسلطات القضائية، قد يكون أو لا يكون الزواج القسري باطلا أو قابل للإبطال، وذلك حسب المكان والسلطة القضائية التي تسن القوانين بتلك البقعة من الأرض، لكن بعض الهيئات القضائية قد توجّه العديد من الاتهامات الجنائية لكل من يقوم بإجبار أي فرد على هذا النوع من الزواج. ينص قانون القضايا الزوجية لعام 1973 الخاص بإنجلترا وويلز على أن السلطات لا تعترف هناك بهذا النوع من الزواج، وأن الزواج بالإكراه هو أمر باطل من الأساس وكل من يخالف هذا القانون يعرض نفسه للمساءلة القانونية. قد يحصل الضحايا في بعض الأحيان على بعض التعويضات، وذلك من خلال فسخ عقد الزواج أو عبر الطلاق في بعض الأحيان.

## العنف والزواج بالإكراه
كثيرًا ما يرتبط الزواج القسري في كل مراحله واطواره بالعنف، بدايةً من الفكرة وحتى التنفيذ. يظهر ذلك من البداية واضحًا متمثلًا في العنف والتجاوزات التي تُرتكب من أجل إخضاع وإجبار الطرف الغير راغب في الزواج للفكرة، كما يظهر العنف أيضًا في بعض الحالات كالقيام بعقاب الطرف الذي قام بالاعتراض على الزواج بصورة نهائية عقابًا شديدًا وكأنه ليس إنسان له الحق في الاختيار، وقد يكون لهذا الأمر عواقب خطيرة للغاية قد تصل للقتل في بعض الأحيان (مثال: في بعض الحالات النادرة المتطرفة، تتعرض النساء والفتيات اللاتي لا يقبلن الزواج بهذا الشكل من الزواج إلى القتل بدعوى الشرف). يُستخدم العنف أيضًا حتى بعد إتمام الزواج فيما يعرف بقضايا العنف الأسري، مما يُؤكد أن الأضرار الواقعة جراء هذا الزواج أكثر بكثير من منافعه.

## المَهْر ووضع سعر للعروس
ربما كانت العادات والتقاليد التي ترتبط بإتمام مراسم الزواج دور كبير في ظهور وتفشي الزواج القسري وخاصة تلك الممارسات المرتبطة بالمَهْر وجعل العروس كالسلعة التنافسية التي يجب أن يتم تقييمها بمبلغ من المال. المَهْر هو مبلغ من المال أو جزء من الممتلكات أو الثروة التي يدفعها العريس (أو عائلته) إلى والدي العروس عند الزواج. يعد المهر جزء أساسي من شروط الزواج في العديد من البلدان.

## الزواج عن طريق الإختطاف
الزواج عن طريق الاختطاف هو أحد الوسائل التي يقوم البعض باستخدامها من أجل إتمام الزواج ووضع الجميع أمام الأمر الواقع. لقد تمت ممارسة هذا النوع من الزواج عبر التاريخ في جميع أنحاء العالم، كما أن ممارسته لازالت قائمة في العديد من البلدان حتى اليوم، ولا سيما في آسيا الوسطى والقوقاز وأجزاء من أفريقيا، حيث يقوم الرجل بمساعدة بعض أصدقائه باختطاف المرأة التي يرغب في الزواج منها واغتصابها على الأغلب؛ وذلك كي يفقدها عذريتها، وبهذا يضع الجميع أمام الأمر الواقع من أجل بدء عملية التفاوض الخاصة بإعلان الرسمي لزواجهما. وبهذا لا يكون أمام الفتاة المغتصبة أي خيار، فإذا رفضت الزواج وعادت إلى عائلتها، فإنها قد تعاني من نبذ المجتمع لها ولعائلتها، فالمجتمع يرى أنها فقدت عذريتها، وهي الآن تحمل العار، وبالتالي تلجأ أغلب النساء إلى الحل الأخر وهو الرضا بالزواج من الفاعل.

## الزواج القسري كوسيلة لحل النزاعات
كثيرا ما يكون الزواج القسري هو أحد الحلول المتاحة لدى بعض المجتمعات لإنهاء النزاعات القبائلية بصورة أو بأخرى. يعد تقليد» ڤاني -  «Vani هو أكبر توضيح ممكن لذلك، فهو أحد تلك الأعراف الثقافية الموجود ببعض أجزاء باكستان، حيث يتم تزويج الفتيات قسرًا؛ كجزء من العقاب على جريمة كان قد ارتكبها أحد أفراد عائلتها من الذكور. يعد ذلك التقليد شكل من أشكال زواج القُصَّر القسري، ونتيجة مباشرة لتنفيذ العقوبة التي قررها مجلس شيوخ القبائل والمعروف باللويا جيرغا على ذلك الفرد.

## التزوج من الأرامل من أجل الحفاظ على الميراث داخل عائلة الزوج
هنالك العديد من الممارسات الثقافية الغريبة التي يمكن أن نراها في واقعنا هذا، ومن ضمن هذه الممارسات هي تلك الممارسات التي تقتضي على الأرملة أن تتزوج من أحد أقارب زوجها الراحل، وغالبا ما يكون شقيقه حتى لا يضيع المال والميراث خارج أسرة الزوج. ينتشر هذا النوع من الممارسات الاجتماعية في بعض الأجزاء من قارة أفريقيا السمراء.

## كيفية الهروب من الزواج القسري
إن القضاء على الزواج القسري قد يكون صعبًا للغاية، ربما كان المَهْر واحد من أهم تلك العقبات التي تعيق من فكرة القضاء على هذا النوع من الزواج في العديد من المناطق كبعض الدول الأفريقية. فبعض الرجال ينظرون إلى الفتاة في تلك الدول على أنها ملكيتة الخاصة بمجرد دفعه للمَهْر لأهل الزوجة - وبناء على هذا -  إذا رغبت الفتاة في ترك المتقدم للزواج، فعليها أن تعطي الزوج ما قام بتقديمه من مَهْر بشكل كامل. يتم مقابلة الموضوع بالرفض التام من قبل عائلة الفتاة على الأغلب، مما يجعل فكرة التخلص من ذلك الزوج أمر شاق للغاية.

## حكم الشريعة الإسلامية في الزواج القسري
عن أبى هريرة أن النبي صلى الله عليه وسلم قال: لا تنكح الأيم حتى تستأمر، ولا تنكـح البكر حتى تستأذن، فقـالوا يا رسـول الله وكيف إذنها قال أن تسكت. [رواه البخاري برقم 5136] ويتبين لنا من هذا الحديث أن إذن العروس هو أمر ليس ضروري فحسب، بل وحتمي أيضًا؛ وذلك من أجل إتمام عقد القران. يجب أن يتم إبرام عقد الزواج بين ولي أمر العروس (وكيل العروس والذي يجب أن يكون مسلم حر) والعريس، وليس بين العريس والعروس مباشرة، وذلك إذا كانت الفتاة لا تزال بكر، ولكن إذنها لا يزال ضروريا أيضًا؛ وذلك من أجل إتمام عقد الزواج بصورة صحيحة تطبيقًا للشريعة الإسلامية.

## الزواج تحت تهديد السلاح
إن الزواج الإجباري تحت تهديد السلاح هو شكل من أشكال الزواج القسري الذي ينجم على الأغلب عن حمل غير مخطط له. تعتبر بعض الأديان والثقافات هذا النوع من الزواج كضرورة أخلاقية في مثل هذه الحالات، استنادا إلى المنطق القائل بأن الجنس قبل الزواج أو الولادة خارج إطار الزوجية أمر مُشِين وغير مقبول بالمرة. يمكن للولادة الغير شرعية أن تؤدي في بعض المجتمعات إلى العديد من العواقب الوخيمة، نظرًا لردود الفعل القوية والغير متوقعة من جانب الأهل والمجتمع، بل وقد يصل الأمر إلى القتل من أجل رد الشرف فيما يعرف قانونيًا وبين المحاكم بجرائم الشرف.
يعد الزواج تحت تهديد السلاح مصطلح دارج بالعامية الأمريكية، وعلى الرغم من ذلك فإنه يستخدم أيضا في العديد من بقاع العالم. يستند هذا المشهد الدرامي المبالغ فيه إلى السيناريو القطعي الذي يلجأ إليه والد الفتاة الحامل؛ وذلك من أجل إجبار الفاعل على الاعتراف بفعلته وتصحيحها وذلك باللجوء لبعض الوسائل كالإكراه (مثل التهديد بضرب الفاعل بالنيران) لضمان أن الشريك الذي تسبب في ذلك لن يهرب. لم يكن الإجبار على الزواج باستخدام العنف أمرا قانونيا بالولايات المتحدة قطُّ، وعلى الرغم من ذلك، فهنالك العديد من القصص والنوادر والأغاني الشعبية التي قامت بتوثيق وتسجيل بعض حالات الزواج القسري في القرنين الثامن عشر والتاسع عشر.
تشمل أغراض الزفاف أنه ملاذ الذكر من فعل الإخصاب وضمان تربية الأبناء على يد الأبوين بالإضافة لضمان امتلاك المرأة للوسائل الماديّة للدعم. وفي بعض الحالات يكون الهدف الأساسيّ هو استعادة الشرف الاجتماعيّ للأم.
تراجع الزواج تحت تهديد السلاح لأن الوصمة المرتبطة بالإنجاب خارج إطار الزواج الرسميّ لم تعد شائعة، ولأن معدَّل هذا الإنجاب ارتفع، بالإضافة لوفرة وسائل منع الحمل والإجهاض، والدعم الماديّ للأمهات غير المتزوجات مثل إجازة الأبوة ومخصصات الأولاد ورياض الأطفال المجانيّة، مما أدى إلى تقليل الاحتياج لمثل هذه الاجراءات.

### قارة أفريقيا

#### المغرب
في عام 2018 دخل القانون حيِّز التنفيذ تحت اسم قانون الحقاوي، نسبةً إلى بسيمة حقاوي وزيرة الأسرة والتضامن في الحكومة المغربية، التي أعدَّت مسودة القانون، يشمل القانون العديد من الأشياء منها تحريم الزواج القسريّ. ولكنه تعرَّض للنقد بسبب أنه يتطلب من الضحايا أن يلجأن إلى الملاحقة الجنائيّة للحصول على الحماية.

#### تنزانيا
في تنزانيا، تؤثِّر ممارسة الزواج القسريّ وزواج الأطفال على حقوق الإنسان وطفولة البنات. تبيع العائلات البنات إلى الرجال الكبار من أجل الفوائد الماليّة، مما يسبب الألم بين البنات الصغيرات. وفي بعض الحالات، تتزوج البنات بمجرد بلوغهن الطمث، وقد يحدث ذلك في بعض الحالات في سن السابعة. تُمثِّل العروس الصغيرة للرجال الكبار رمزًا على الفحولة والإنجاز. تُجبَر الفتيات الصغيرات على ممارسة الجنس مما يؤدي إلى مخاطر صحيّة وعراقيل أمام نموهن. لا تكمل الفتيات المُجبرات على الزواج تعليمهن الابتدائيّ، يصل الأمر في بعض الحالات إلى التمييز ضد الطالبات الحوامل والمتزوجات وطردهن من المدرسة. لا يخاطب قانون الزواج الحالي مسألة زواج الأطفال، حيث إن الحد الأدنى لعمر الزواج عند الذكور هو 18 عامًا ولكنه ليس نفس العمر عند الفتيات، لذلك يجب وضع قانون يمنع ممارسة الزواج المبكر للفتيات من أجل المساواة الحقوقيّة ومنع الأذى الذي يتعرضن له.

### قارة آسيا

#### إيران
يظل الزواج القسريّ شائعًا بين البنات الكرديّات في إيران، وهو واحد من الأسباب الرئيسة للتضحية بالنفس في إيران. أشارت اليونيسيف في تقرير عام 1998 عن معدلات مرتفعة للغاية من الزواج القسريّ، منها زواج في سن مُبكِّر، في كردستان في إيران، بالرغم من أن المُنظَّمة لاحظت بداية انحسار الظاهرة. تكرِّس المعايير الثقافيّة الكرديّة، التي تُسهِّل ممارسة الزواج القسريّ وزواج الأطفال، الخوف من العنف ضد البنات الكرديّات في إيران.

## أشكال الزواج بالإكراه في العديد من دول العالم

### قارة أفريقيا

#### مدغشقر
يعد الزواج القسري أمر شديد الانتشار بجمهورية مدغشقر، حيث يتم تزويج الفتيات في أغلب الأحول بواسطة عائلاتهن، وغالبا لا يكون لهن الحق في الاعتراض على الزوج الذي تم اختياره، فإذا أبدت الفتاة رفضها واعتراضها على هذه الزيجة فإنها ستواجه النبذ والبغض من قبل العائلة. في كثير من الحالات، يكون الزوج أكبر بكثير من عروسه، ولو شاء القدر وتوفى الزوج وأصبحت زوجته أرملة، فإنها ستتعرض بلا شك للتمييز والعنصرية بالإضافة للاستبعاد من جانب هذا المجتمع.

#### جمهورية مالاوي
وفقا ل هيومن رايتس ووتش، فإن مالاوي تعاني من مشكلة زواج القُصَّر  والزواج القسري بصورة كبيرة للغاية، فنصف الفتيات يتم تزويجهن قبل بلوغ الثامنة عشر من العمر. ربما هنالك العديد من الأسباب التي تسمح بظهور الزواج الإجباري في هذه الدولة، فمن ضمن هذه الأسباب هو تقليد يعرف ب «لوبولو» وهو تقليد يشبه تقديم المَهْر في المجتمع العربي كما تحدثنا عنه من قبل، كما يتم أيضًا تزويج السيدات جبريًا من قبل عائلة الزوج؛ وذلك من أجل الحفاظ على ميراث الزوج من الضياع خارج نطاق أسرته. تتمتع الزوجات بمالاوي بعد الزواج بحقوق وحريات محدودة للغاية؛ فالزواج هناك يتلخص في وصف الزوجة بكونها خاضعة ومنسوبة للزوج فحسب، بل وليس لها شخصية مستقلة.

#### موريتانيا
يتخذ الزواج القسري في موريتانيا ثلاثة أشكال رئيسية وهم: الزواج القسري من أبناء العمومة (المعروف باسم زواج المصلحة أو المفاوضات الصالونية)، الزواج الإجباري من أحد الرجال الأغنياء؛ وذلك بغرض تحقيق مكاسب مالية، أو حتى الزواج القسري المبني على التعدد من رجل ذو سلطه أو نفوذ في المجتمع.

#### النيجر
يعد الزواج القسري أمر شائع بجمهورية النيجر، فهي تملك أعلى معدل لانتشار زواج القصّر بين الدول، بالإضافة إلى كونها تعد الدولة الأعلى من حيث معدل الخصوبة بالعالم. غالبا ما تواجه الفتيات التي تقوم برفض الزواج القسري بالنبذ من قبل أسرهن، وغالبا ما يجبرن على ممارسة البغاء؛ وذلك من أجل توفير سبل البقاء على قيد الحياة. غالبًا ما يلجأ الأهل لبيع أبنائهم من خلال عقود الزواج؛ وذلك بسبب أزمة الغذاء والمجاعات بالنيجر. تعد بلكيسا تشايبو واحدة من أشهر الناشطات ضد هذا النوع من الزواج بدولة النيجر. لقد كانت تشايبو تبلغ من العمر 12 عاما عندما أبلغتها والدتها بأنها على مشارف إتمام عقد الزواج بإبن عمومتها، وعندما كانت في السادسة عشر من العمر، أخذت قرارها بالنضال ضد هذا الزواج، وبالفعل سلكت طريق المحاكم من أجل إنهاء هذا الزواج على الرغم من ضئالة نسبة النجاح. لقد اضطرت تشايبو إلى الذهاب إلى مأوى للنساء قبل أن تتمكن مؤخرًا من العودة إلى بيتها، حيث علمت أن والديها كانوا قد غيروا رأيهم حول الزواج القسري، وأنهم الآن ضده وبقوة.

#### جنوب أفريقيا
تعد ال أوكثوالا - «ukuthwala» أحد الممارسات السيئة الشائعة بجنوب أفريقيا، حيث يتم اختطاف الفتيات الصغيرات وإجبارهن على الزواج بصورة قهرية بسن مبكر -لكن-  في بعض الأحيان يحدث ذلك بموافقة ذويهم. تحدث هذه الممارسات اللاأخلاقية بالمناطق الريفية النائية من جنوب أفريقيا على الأغلب ، ولا سيما بمحافظة كيب الشرقية ومحافظة كوازولو ناتال. يشمل هذا العمل الإجرامي الفتيات من جميع الفئات العمرية، لكن غالبًا ما تكون الفتيات اللواتي يشاركن في هذه الممارسة أقل من السن القانوني، بما في ذلك بعضهن والذي لم يتعدى الثامنة من العمر. وقد تلقت هذه الممارسة النفور والرفض من قبل المجتمعات. لقد أفادت وسائل الإعلام في عام 2009، أنه يتم إجبار أكثر من 20 فتاة من محافظة كيب الشرقية على ترك  المدارس شهريًا بسبب ذلك التقليد المنفر.

#### جمهورية غامبيا الإسلامية
قام رئيس جمهورية غامبيا الإسلامية يحيى جامع بإصدار الأوامر بمنع وتجريم زواج القصّر والزواج القسري، وذلك بالتزامن مع احتفالات عيد الفطر ونهاية شهر رمضان المبارك لعام 2016.

### قارة آسيا

#### استخدام الزواج كوسيلة لحل بعض النزاعات
إن استخدام الزواج كوسيلة لحل بعض النزاعات وكتعويض على بعض الخسائر، هو أمر معروف ومستخدم حتى الآن في العديد من الدول حول العالم. يعد ال ڤاني -  «Vani» أو كما يعرف بالسواره، هو أحد أهم الأمثلة على هذا النوع من الزواج كما ذكرنا من قبل، فهو أحد تلك الأعراف الثقافية الشاذة المنتشرة ببعض الدول الاَسيوية مثل باكستان وأفغانستان والتي تحث على الزواج الإجباري بصورة كبيرة؛ وذلك من أجل خدمة الكثير من الأفكار المتوارثة. يتم تزويج الفتيات قسرًا وفقًا لذلك التقليد؛ كطريقة لمنع النتائج المترتبة على بعض الجرائم التي يرتكبها أحد أفراد العائلة وذلك حقنا للدماء، كما أنه يستخدم أيضًا كحل لبعض الخلافات القبلية في بعض الأجزء من البلاد. لقد أصبح هذا النوع من الممارسات مُجْرَم وغير قانوني في باكستان، وعلى الرغم من ذلك، فإن لازال يمارس حتى الآن على نطاق واسع في بعض المقاطعات كمقاطعة خيبر - بختونخوا الباكستانية (منطقة البشتون)، وكانت تعرف في السابق بأسم الإقليم الشمالي الغربي الحدودي.

#### أفغانستان
الزواج بالإكراه هو أحد الأمور الشائعة للغاية في أفغانستان، مما يدفع النساء في كثير من الأحيان إلى الانتحار؛ وذلك من أجل الهروب من تلك الزيجات. وأشار أحد التقارير التابعة ل هيومن رايتس ووتش إلى أن حوالي 95٪ من الفتيات و 50٪ من النساء الموجودات بالسجون الأفغانية كان قد تم سجنهن بسبب ارتكابهم لبعض الجرائم الأخلاقية (المقصود بالجرائم الأخلاقية هنا هو الهروب من المنزل أو الوقوع في الزنا)؛ وذلك وفقًا للقوانين الأفغانية. يكاد يكون الحصول على الطلاق دون موافقة الزوج هو أحد أكبر المستحيلات في أفغانستان، كما أن النساء اللواتي يحاولن الانفصال عن الزوج بحكم الأمر الواقع (حكم الأمر الواقع: تعبير يعني أن الأمر مطبق على أرض الواقع لكنه ليس بالضرورة مذكورا ومنظما من قبل القانون الساري) يتعرضن لخطر الحبس بسبب الهروب من بيت الزوجية، مما يضع النساء في حيرة من أمر تلك الأحجية التي لا حل لها. تعد مغادرة النساء والفتيات لمنازلهن دون إذن هو أمرغير مقبول اجتماعيا بأفغانستان، وبما أن هذا الأمر يعتبر عرف معهود منذ القدم يتم الالتزام به؛ فإن الهروب لم يكن يعتبر جريمة في القانون الجنائي الأفغاني، بل كان الأمر يقتصر على رفض المجتمع للفكرة فحسب. لقد أختلف الأمر كثيرًا بحلول عامي 2010 و 2011، فقد قامت المحكمة العليا الأفغانية بإصدار العديد من التعليمات إلى المحاكم بضرورة توجيه الاتهام إلى كل من تحاول الهرب من منزل الزوجية، بل والقيام بالتحقيق معها في الأمر كجريمة تستحق العقاب؛ مما يجعل من فكرة التخلص من الزواج القسري أمر المستحيل على أغلب النساء.
ووفقًا للأمم المتحدة) 2008(، فإن حوالي 70 - 80% من الزيجات بأفغانستان تتم عن طريق الإجبار، دون وجود حرية في اتخاذ القرار أو حتى التعبير عن الرأي،  بل وتتم تلك الزيجات بالإكراه. أظهرت التقارير الخاصة بأحد الدراسات الأخرى أن حوالي 59% من النساء كانوا قد تعرضن للزواج القسري على الأغلب.

#### الهند
تستقبل  جمعية كارما نيرفانا – «Karma Nirvana»  والتي تم تأسيسها من قَبِلَ جاسفيندر سانغيرا لدعم ضحايا الزواج القسري أكثر من 600 طلب استغاثة شهريًا. تعد جمعية كارما نيرفانا هي أحد الجمعيات الخيرية بالهند، والتي قامت السيدة جاسفيندر سانغيرا بتأسيسها وذلك للعديد من الأسباب، ربما أهمها هو ما مرت به سانغيرا من ظروف. ولدت سانغيرا لأسرة هندية تتبع الديانة السيخية، وعندما بلغت السادسة عشر من العمر، قامت أسرتها بنبذها ورفضها من بينها لمجرد رفضها لإتمام الزواج من أحد الرجال. إن للتفرقة العنصرية بين الجنسين والمرتبطة بشكل أصيل بالموروث الثقافي الهندي القائم على تمييز الذكور على الفتيات أثر كبير في ارتفاع نسب الزواج القسري، كما أن للفارق الشاسع الذي يظهر عند مقارنة عدد الذكور الكلي بعدد الإناث دور كبير في ارتفاع نسب الزواج الإجباري بالهند نظرًا إلى وجود انخفاض شديد بعدد الفتيات.
إيران: لا يزال الزواج القسري شائعا بالنسبة للفتيات الأكراد بإيران، كما أنه أحد الأسباب الرئيسية للتضحية بالنفس (وسيلة للاحتجاج) هناك. ووفقًا للتقرير الذي تم إعلانه من قبل اليونيسيف لعام 1998، فإن معدلات الزواج القسري في كردستان بإيران مرتفعة للغاية، بما في ذلك انتشار زواج القُصّر، لكننا الآن نشهد انخفاض ملحوظ في نسبة تلك الممارسات مع مرور الوقت. إن الأعراف الثقافية الكردية التي تجعل من ممارسة الزواج القسري والزواج من القُصَّر أمر سهل، تدعو إلى الخوف والقلق حيال استمرارية العنف المتبع والممنهج تجاه الفتيات الكرديات في إيران.

#### جمهورية نيبال الديمقراطية الاتحادية
كما هو الحال في العديد من الأجزاء الأخرى بجنوب آسيا، كثيرا ما يتم النظر إلى الفتيات في نيبال على أنهن عبء اقتصادي على الأسرة، مما يدفعهم إلى البحث عن أي وسيلة للتخلي عن هذا العبء الثقيل؛ ولذلك نرى أنه يتم إجبار الفتيات الصغيرات من قبل الآباء على الزواج من رجال أكبر منهن سنا بشكل كبير داخل المجتمع النيبالي وفي عام 2009، قررت الحكومة النيبالية تقديم حوافز نقدية قد وصلت إلى (50,000 روبية نيبالية - 641 دولارا) على غير العادة، وذلك لأي رجل يقوم بالزواج من أحد الأرامل بنيبال. ولأن الأرامل كثيرا ما يفقدن الوضع الاجتماعي في المجتمع النيبالي، فإن ما تم قصده من هذه السياسات هو توفير بعض الحلول لمشاكلهن. لقد تمت مقابلة هذا القرار بصورة غير متوقعة على الإطلاق، فقد احتجت العديد من الأرامل بالإضافة إلى جمعيات حقوق الإنسان على القرار، وأدانتها بأنها مهينة وتشجع على الزواج القسري.

#### سريلانكا
لقد أشارت العديد من التقارير لعام 2004 إلى أن الزواج الإجباري في سريلانكا يسير في سياق النزاع المسلح، حيث يقوم الأهل بإجبار الفتيات المراهقات قهرًا على الزواج من أجل ضمان عفتهن قبل الزواج. يعتبر أمر الحفاظ على عفة الفتاة أمر شائك للغاية، لأن فقدان العفة يعني وجود تهديد صريح يشير إلى انخفاض فرصهم في العثورعلى الزوج فيما بعد.

### قارة أوروبا

#### ألمانيا
وجدت الوزارة الاتحادية لشؤون الأسرة وكبار السن والنساء والشباب في ألمانيا أن هنالك ما يقرب من ال 3000 شخص كان قد تم إجبارهم على الزواج القسري، بالإضافة إلى وجود ما يصل إلى 30% من هؤلاء دون السن القانونية وذلك لعام 2011. بينما في عام  2016، فقد وجدت وزارة الداخلية أن هنالك ما يقرب من 1475 طفلا كان قد تم إجبارهم على الزواج في تلك السن المبكرة، ومن بين هؤلاء كان هنالك 1100 من الفتيات، 664 من دولة سوريا، 157 من أفغانستان، و 100 من العراق.

#### المملكة المتحدة
يعد الأمر مختلف بعض الشئ عندما نتحدث عن الزواج القسري بالمملكة المتحدة، فالزواج القسري هناك يرتبط بالعديد من الأسباب كغطرسة بعض الأسر ورغبات الوالدين، أو حتى نظرًا لما يفرضه المستوى الاجتماعي على البعض. وفقا لما قالته الكاتبة البريطانية رقيَّة مقصود، فإن العديد من الزيجات القسرية التي تتم بالإكراه في بريطانيا داخل المجتمع الباكستاني البريطاني تهدف إلى منح الجنسية البريطانية لعضو في هذه الأسر الباكستانية الذي لازال لم يفارق باكستان قط، يأتي ذلك ضمن شعور مدبر هذا الزواج بالواجب تجاه هذا الشخص. وكرد على مشكلة الزواج بالإكراه بين المهاجرين في المملكة المتحدة، تم إصدار قانون الحماية المدنية ضد الزواج القسري في عام 2007، ويسري هذا القرار في إنجلترا وويلز وأيرلندا الشمالية. يعطي هذا القانون الحق لضحايا الزواج القسري في التقدم بطلب رسمي من أجل الحصول على الحماية المباشرة من الهيئات القضائية ضد الفاعل، وقد تم إصادر بعض التشريعات المماثلة في اسكتلندا لعام 2011.
وفي عام 2008، كان قد تم تقدير عدد حالات الزواج القسري التي يتم تسجيلها كل عام بحوالي  3000 حالة زواج قسري سنويًا. أعلنت الحكومة البريطانية في عهد رئيس الوزراء دَيفيد كاميرون -  2012-  أن الزواج بالإكراه سيصبح جريمة جنائية في المملكة المتحدة.
أفادت التقارير التي تم نشرها في شهر نوفمبر لعام 2013، بأن أحد القضايا كان قد تم رفعها إلى المحكمة العليا في برمنغهام من قبل بعض المسؤولين بالسلطة المحلية. لقد كانت هذه القضية على صفيح ساخن، فقد كانت خاصة بفتاة تبلغ من العمر 14 عاما تم أخذها إلى باكستان قهرًا، وتم إجبارها على الزواج من رجل يكبرها في العمر بعشر سنوات، وبعد أسبوعين تم النجاح في إتمام الزواج مع وجود العديد من التهديدات، وانتهى الأمر بحمل الفتاة. ووفقًا لرأي المحكمة في تلك القضية، فقد صرح  القاضي البريطاني جيمس هولمان بأنه وقف عاجز عن إصدار إعلان بعدم الاعتراف بالزواج القسري في تلك الحالة، لأن القانون قد منعه بالفعل من إصدار إعلان بأن زواجها كان في بدايته باطلا. وصرح ج. هولمان بأن الفتاة، التي تبلغ من العمر الآن 17 عامًا، عليها أن تقوم برفع دعوى قضائية عاجلة من أجل إلغاء ذلك الزواج. صرح السيد ج. هولمان بأن على المحاكم البريطانية إصدار قوانين مدنية من أجل منع الزواج بالإكراه، وبالفعل تم ذلك، وتم الإعلان على أن كل من سيقوم برفض هذا القرار أو يعترض على تنفيذه سيعرض نفسه للمسائلة القانونية والذهاب إلى السجن لمدة قد تصل إلى خمس سنوات وذلك لعام 2014.
إن القانون الذي صدر من أجل تقويم السلوك العدائي، ومكافحة الجريمة لعام 2014 يرى أن كل من يقوم بإجبار أي شخص على الزواج يجب إدانته على ذلك وعقابه جنائيًا. لقد دخل القانون حيز التنفيذ الفعلي في بداية شهر يونيو لعام 2014 في إنجلترا وويلز، وقد تم بدء العمل به في اسكتلندا في شهر أكتوبر لعام 2014. يجرم قانون منع الاتجار بالبشر واستغلالهم (القانون الخاص بالعدالة الجنائية ودعم الضحايا) بأيرلندا الشمالية الزواج بالإكراه وذلك مع بداية عام 2015. يمكن للفرد أن يقوم بالتحقق من ذلك القانون بمراجعة (المادة 16 - جريمة الزواج القسري).
لقد قامت المملكة المتحدة في شهر يوليو لعام 2014، باستضافة أول قمة عالمية خاصة بحقوق الفتيات. لقد كان هدف تلك القمة هو زيادة الجهود المبذولة من أجل القضاء على زواج القُصّر، الزواج المبكر والقضاء على الختان الذي يتسبب في تشويه الأعضاء التناسلية بصورة غير اَدمية. لقد تم رصد أول حالة تقوم المحكمة بإدانتها بتهمة الزواج القسري في المملكة المتحدة في شهر يونيو لعام 2015، لقد كان المتهم من مدينة كارديف (عاصمة ويلز)، وقد تمت إدانته وتم الحكم عليه لاحقا بالسجن لمدة 16 عاما.

#### السويد
تشير المدارس في محافظة سكانيا بالجزء الجنوبي من السويد في أحد التقرير إلى أن هنالك ما يقرب من أكثر من  25 من الشباب يتم إجبارهم على الزواج سنويا.  وقد أفادت أحد التحقيقات التي تم إجرائها بواسطة بعض المنظمات الحكومية إلى أن 70 ألف شاب كان قد تم إجبارهم على الزواج دون وجود أي حرية في إتخاذ القرار. وعلى الرغم من ذلك، فقد تم الحكم على رجل أفغاني في السويد بالسجن لمدة 4 سنوات في شهر يوليو لعام 2016، وذلك لإجباره ابنته على الزواج من شخص ما في أفغانستان، بالإضافة إلى قيامه بالتحرش الجنسي الصريح بصديقها السويدي.

#### نظرة شاملة عن الزواج القسري بالدول الأوروبية
يرتبط الزواج القسري في أوروبا بشكل عام بالسكان المهاجرين لا الأصليين، لكننا لا يمكن أن ننكر وجوده أيضًا بين بعض السكان المحليين، ولا سيما بين جماعات الغجر الموجودة في أوروبا الشرقية. وقد أشار المؤتمر الخاص بمناقشة قضايا الزواج بالإكراه بالمملكة المتحدة في عام 2011، أن إرغام أي شخص على الزواج هو جريمة جنائية من الدرجة الأولى وذلك في النمسا وبلجيكا وتركيا والدنمارك والنرويج وألمانيا. لقد قامت اتفاقية المجلس الأوروبي لمنع ومكافحة العنف ضد المرأة والعنف المنزلي بتوضيح المعنى المستتر خلف الزواج القسري، بالإضافة إلى تجريمه، فضلًا عن تجريم أي شكل من أشكال العنف تجاه المرأة. وقد دخلت الاتفاقية حيز النفاذ في الأول من أغسطس لعام 2014.
وفي نوفمبر 2014، أقامت كلية لندن الجامعية حدث بعنوان (الزواج القسري | العار الحقيقي) حيث تم عرض الفيلم الوثائقي «مذكرات الشرف» الحائز على العديد من الجوائز العالمية، مع وجود لجنة تضم كل من السيدة جاسفيندر سانغيرا (مؤسسة جمعية كارما نيرفانا بالهند)، سيما مالهوترا (السياسية والبرلمانية الشهيرة)، الدكتور رفعت درابو (مساعد الأمين العام السابق للمجلس الإسلامي البريطاني)؛ وذلك من أجل مناقشة مفهوم العزة والشرف، بالإضافة إلى مناقشة التغييرات الأخيرة في قانون المملكة المتحدة، والحواجز التي تعترض الحلول المتاحة من أجل القضاء على الزواج القسري، والأسباب التي تدعو إلى عدم فقد الأمل في التغيير الإيجابي.

### الأمريكتان

#### كندا
لا نعرف حتى الآن الكثير عن ممارسة هذا النوع من الزواج داخل المجتمع الكندي، لكن ممارسته تتم على الأغلب بين بعض الجماعات المهاجرة إلى كندا وليس بين السكان الأصليين. لم يحظ الزواج القسري بأهتمام كبير في كندا حتى وقت قريب؛ وقد أدى ذلك إلى إعطاء مرتكبي هذا النوع من الممارسات الأمان، نظرًا لعدم وجود قانون يقوم بتجريم هذه الأفعال؛ مما ينفي وجود تهمة وبالتالي لا يوجد عقاب. وفي عام 2015، قام البرلمان بإصادر  قانونين جنائيين جديدين لمعالجة هذه المسألة. إن إجبار أي شخص على الزواج بالإكراه دون إرادته يعد الآن جريمة بموجب القانون الجنائي، كما يتم تطبيق القانون أيضًا على كل من يقوم بالمساعدة في زواج القُصّر (يٌشترط وجود أحد الأطراف دون سن السادسة عشر من العمر). وهناك أيضا بعض الجرائم طويلة الأمد التي تتمثل في إضفاء طابع رسمي على زواج غير قانوني عن طريق التزوير، وتم تعديل هذه السقطات بموجب التشريع الخاص بعام 2015.
وبالإضافة إلى هذه الجرائم، ينص قانون الزواج المدني على ما يلي: "يتطلب الزواج موافقة حرة ومستنيرة من طرفي العلاقة على قبول كل طرف للأخر كزوج، فضلا عن اقتصار السن الأدنى للزواج على من أتم السادسة عشر من العمر وفيما فوق فقط، ومن يخالف ذلك يعرض نفسه للمسائلة القانونية.

#### الولايات المتحدة الأمريكية
تشير الإحصائيات إلى أن مئات الفتيات الباكستانيات اللاتي تعشن بنيويورك كان قد تم نقلهن إلى باكستان مرة أخرى، وذلك من أجل إخضاعهن للزواج القسري، وكل من كان يرفض ذلك، كان يعرض نفسه للعديد من التهديدات. وقد تم تكليف إحدى المؤسسات بالقيام بدراسة خاصة من قبل كلية جون جاي للعدالة الجنائية؛ وذلك من أجل القيام بالبحث في نسب حدوث حالات الزواج القسري في مدينة نيويورك. لقد كانت نتائج الدراسة غامضة ومبهمة. وقد أشارت مؤسسة (AHA) إلى نجاح العديد من الأفراد الذين يسعون للحصول على مساعدة في الفرار أو تجنب الزواج القسري وذلك بمساعدة من مقدمي الخدمات المؤهلين بصورة جيدة وبفضل إنفاذ القانون. ووفقا للمركز الوطني لمكافحة الجريمة، فإن القوانين والسياسات الموجودة من أجل مكافحة الزواج بالإكراه بصورة مباشرة، هي قوانين محدودة للغاية، وذلك على الرغم من إمكانية استخدام قوانين أكثر حزمًا وشمولًا. تعد منظمة» «Unchained at Last، والتي قام فرايدي ريس بتأسيسها، هي المنظمة الأولى من نوعها في الولايات المتحدة التي تقوم بمساعدة المرأة في التخلص من الزواج القسري أو حتى الزواج المُدَبَّر المرتب، بالإضافة إلى منح المستغيث العديد من الخدمات القانونية المجانية، وغير ذلك من الموارد.
لقد تم الاشتباه في أن كنيسة يسوع المسيح الأصولية لقديسي الأيام الأخيرة تقوم بالاتجار بالنساء دون السن القانونية عبر خطوط الولاية، وكذلك عبر الحدود بين الولايات المتحدة وكندا والولايات المتحدة والمكسيك، وذلك لخدمة بعض الأغراض الغير قانونية. تشتبه شرطة الخيالة الكندية الملكية في تلك الكنيسة، يدور الشك حول ما إذا كانت تلك الكنيسة تقوم بممارسة جريمة الإتجار بأكثر من 30 فتاة دون السن القانونية من كندا إلى الولايات المتحدة، وذلك بين أواخر التسعينيات وحتى عام 2006 من عدمه؛ وذلك من أجل إبرامهم في علاقات زوجية متعددة. وقد قال المتحدث الرسمي بأسم شرطة الخيالة الكندية الملكية دان موسكالوك عن أنشطة تلك الكنيسة: «يعد النشاط الكنسي الخاص بكنيسة يسوع المسيح الأصولية لقديسي الأيام الأخيرة مشبوه في جوهره، فهو يعتمد على الأغلب على الاتجار بالبشر في بعض الأعمال المرتبطة بالعلاقات الجنسية الغير مشروعة والمنافية للاَداب العامة».  وفقا لجريدة «Vancouver Sun»، إن الأمر غير واضح وغير معلوم حتى الآن، لا نعرف ما إن كان يمكننا تطبيق قانون مكافحة الاتجار بالبشر في كندا بشكل فعال حيال تلك الكنيسة أم لا، كما لا يمكننا معرفة ما إن كان في استطاعتنا أن نقوم بتطبيق هذا القانون للسنوات السابقة وعلى وجه الخصوص لما قبل عام 2005، لأن العديد من القوانين قد لا يمكننا تطبيقها بأثر رجعي. لم تجدي التحريات التي تم إجراؤها بواسطة السلطات المحلية في كولومبيا البريطانية منذ ثلاث سنوات نفعً، لقد بدأت تلك التحقيقات بالفعل من أجل كشف المزاعم المنتشرة والدائرة حول تلك الكنيسة، والتي كانت تضم العديد من الاتهامات كالاعتداء الجنسي، والاتجار بالبشر، وفرض الزواج بالإكراه من قبل الكنيسة، لكن التحقيقات لم تسفر عن الوصول إلى أي دلائل أو نتائج خاصة بتلك الإدعاءات، لكنها بالفعل أدت إلى وجود تغيير حقيقي ببعض التشريعات والقوانين الحياتية.

## إحصائيات

### بعض الإحصائيات الخاصة بزواج القُصَّر (2008 – 2014)[128]
| المصدر                                        | تم الزواج عند الخامسة عشر من العمر | تم الزواج عند الثامنة عشر من العمر | الدولة                             |
| Living Conditions Survey 2013-2013            | -                                  | 33%                                | أفغانستان                          |
| DHS 2008-2009                                 | 0%                                 | 10%                                | ألبانيا                            |
| MICS 2012-2013                                | 0%                                 | 3%                                 | الجزائر                            |
| DHS 2010                                      | 0%                                 | 7%                                 | أرمينيا                            |
| DHS 2011                                      | 2%                                 | 11%                                | أذربيجان                           |
| MICS 2012-2013                                | 18%                                | 52%                                | بنغلاديش                           |
| MICS 2012                                     | 1%                                 | 11%                                | بربادوس                            |
| MICS 2012                                     | 0%                                 | 3%                                 | روسيا البيضاء                      |
| MICS 2011                                     | 3%                                 | 26%                                | مدينة بليز                         |
| DHS 2011-2012                                 | 11%                                | 32%                                | بنين                               |
| MICS 2010                                     | 6%                                 | 26%                                | بوتان                              |
| DHS 2008                                      | 3%                                 | 22%                                | بوليفيا                            |
| MICS 2011-2012                                | 0%                                 | 4%                                 | البوسنة والهرسك                    |
| PNDS 2006                                     | 11%                                | 36%                                | البرازيل                           |
| DHS 2010                                      | 10%                                | 52%                                | بوركينا فاسو                       |
| DHS 2010                                      | 3%                                 | 20%                                | بوروندي                            |
| DHS 2005                                      | 3%                                 | 18%                                | جمهورية الرأس الأخضر )كاب فيردي)   |
| DHS 2014                                      | 2%                                 | 19%                                | كمبوديا                            |
| DHS 2011                                      | 13%                                | 38%                                | الكاميرون                          |
| MICS 2010                                     | 29%                                | 68%                                | جمهورية افريقيا الوسطى             |
| MICS 2010                                     | 29%                                | 68%                                | تشاد                               |
| DHS 2010                                      | 6%                                 | 23%                                | كولومبيا                           |
| DHS 2012                                      | 10%                                | 32%                                | جزر القمر                          |
| DHS 2011-2012                                 | 6%                                 | 33%                                | الكونغو                            |
| MICS 2011                                     | 7%                                 | 21%                                | كوستريكا                           |
| DHS 2011-2012                                 | 10%                                | 33%                                | كوت ديفوار                         |
| MICS 2014                                     | 5%                                 | 26%                                | كوبا                               |
| DHS 2013-2014                                 | 10%                                | 37%                                | جمهورية الكونغو الديموقراطية       |
| MICS 2006                                     | 2%                                 | 5%                                 | جيبوتي                             |
| DHS 2013                                      | 10%                                | 37%                                | جمهورية الدومنيكان                 |
| ENDEMAIN 2004                                 | 4%                                 | 22%                                | الإكوادور                          |
| DHS 2014                                      | 2%                                 | 17%                                | مصر                                |
| FESAL 2008                                    | 5%                                 | 25%                                | السلفادور                          |
| DHS 2011                                      | 9%                                 | 30%                                | غينيا الإستوائية                   |
| Population and Health Survey 2010             | 13%                                | 41%                                | إريتريا                            |
| DHS 2011                                      | 16%                                | 41%                                | أثيوبيا                            |
| DHS 2012                                      | 6%                                 | 22%                                | الغابون                            |
| DHS 2013                                      | 9%                                 | 30%                                | جمهورية غامبيا الإسلامية           |
| RHS 2010                                      | 1%                                 | 14%                                | جورجيا                             |
| DHS 2014                                      | 5%                                 | 21%                                | غانا                               |
| ENSMI 2008/2009                               | 7%                                 | 30%                                | غواتيمالا                          |
| DHS 2012                                      | 21%                                | 52%                                | غينيا                              |
| MICS 2010                                     | 7%                                 | 22%                                | جمهورية غينيا بيساو                |
| DHS 2009                                      | 6%                                 | 23%                                | غيانا                              |
| DHS 2012                                      | 3%                                 | 18%                                | هايتي                              |
| DHS 2011-2012                                 | 8%                                 | 34%                                | هندوراس                            |
| NFHS 2005-2006                                | 18%                                | 47%                                | الهند                              |
| National Socio-Economic Survey (SUSENAS) 2013 | -                                  | 14%                                | أندونيسيا                          |
| MIDHS 2010                                    | 3%                                 | 17%                                | إيران                              |
| MICS 2011                                     | 5%                                 | 24%                                | العراق                             |
| MICS 2011                                     | 1%                                 | 8%                                 | جامايكا                            |
| DHS 2012                                      | 0%                                 | 8%                                 | الأردن                             |
| MICS 2010-2011                                | 0%                                 | 6%                                 | كازاخستان                          |
| DHS 2014                                      | 4%                                 | 23%                                | كينيا                              |
| DHS 2009                                      | 3%                                 | 20%                                | جمهورية كيريباتي                   |
| MICS 2014                                     | 1%                                 | 12%                                | قرغيزستان                          |
| MICS 2011-2012                                | 9%                                 | 35%                                | جمهورية لاو الديمقراطية الشعبية    |
| MICS 2009                                     | 1%                                 | 6%                                 | لبنان                              |
| DHS 2009                                      | 2%                                 | 19%                                | ليسوتو                             |
| DHS 2013                                      | 9%                                 | 36%                                | ليبيريا                            |
| MICS 2011                                     | 1%                                 | 7%                                 | مقدونيا                            |
| ENSOMD 2012-2013                              | 12%                                | 41%                                | مدغشقر                             |
| MICS 2013-2014                                | 9%                                 | 46%                                | مالاوي                             |
| DHS 2009                                      | 0%                                 | 4%                                 | جزر المالديف                       |
| MICS 2010                                     | 15%                                | 55%                                | مالي                               |
| DHS 2007                                      | 6%                                 | 26%                                | جزر مارشال                         |
| MICS 2011                                     | 14%                                | 34%                                | موريتانيا                          |
| ENADID 2009                                   | 5%                                 | 23%                                | المكسيك                            |
| MICS 2010                                     | 0%                                 | 5%                                 | منغوليا                            |
| MICS 2013                                     | 1%                                 | 5%                                 | الجبل الأسود                       |
| DHS 2003-2004                                 | 3%                                 | 16%                                | المغرب                             |
| DHS 2011                                      | 14%                                | 48%                                | موزمبيق                            |
| DHS 2013                                      | 2%                                 | 7%                                 | ناميبيا                            |
| DHS 2007                                      | 2%                                 | 27%                                | ناورو                              |
| MICS 2014                                     | 10%                                | 37%                                | نيبال                              |
| ENDESA 2006                                   | 10%                                | 41%                                | نيكاراغوا                          |
| DHS 2012                                      | 28%                                | 76%                                | النيجر                             |
| DHS 2013                                      | 17%                                | 43%                                | نيجيريا                            |
| DHS 2012-2013                                 | 3%                                 | 21%                                | باكستان                            |
| MICS 2013 KFR                                 | 7%                                 | 26%                                | بنما                               |
| DHS 2006                                      | 2%                                 | 21%                                | بابوا غينيا الجديدة                |
| RHS 2004                                      | -                                  | 18%                                | باراغواي                           |
| Continuous DHS 2014                           | 3%                                 | 19%                                | بيرو                               |
| DHS 2013                                      | 2%                                 | 15%                                | الفلبين                            |
| MICS 2012                                     | 0%                                 | 4%                                 | دولة قطر                           |
| MICS 2012                                     | 0%                                 | 12%                                | جمهورية مولدوفا أو جمهورية مولدوفا |
| DHS 2010                                      | 1%                                 | 8%                                 | رواندا                             |
| MICS 2012                                     | 1%                                 | 8%                                 | سانت لوسيا                         |
| DHS 2014                                      | 1%                                 | 11%                                | ساموا                              |
| DHS 2008-2009                                 | 5%                                 | 34%                                | ساو تومي وبرينسيبي                 |
| Continuous DHS 2014                           | 9%                                 | 32%                                | السنغال                            |
| MICS 2014                                     | 0%                                 | 3%                                 | صربيا                              |
| DHS 2013                                      | 13%                                | 39%                                | سيراليون                           |
| DHS 2007                                      | 3%                                 | 22%                                | جزر سليمان                         |
| MICS 2006                                     | 8%                                 | 45%                                | الصومال                            |
| DHS 2003                                      | 1%                                 | 6%                                 | جنوب أفريقيا                       |
| SHHS 2010                                     | 9%                                 | 52%                                | جنوب السودان                       |
| DHS 2006-2007                                 | 2%                                 | 12%                                | سيريلانكا                          |
| MICS 2014                                     | 1%                                 | 15%                                | دولة فلسطين                        |
| SHHS 2010                                     | 7%                                 | 33%                                | السودان                            |
| MICS 2010                                     | 5%                                 | 19%                                | جمهورية سورينام                    |
| MICS 2010                                     | 1%                                 | 7%                                 | مملكة سوازيلاند                    |
| MICS 2006                                     | 3%                                 | 13%                                | الجمهورية العربية السورية          |
| DHS 2012                                      | 0%                                 | 12%                                | طاجيكستان                          |
| MICS 2012                                     | 4%                                 | 22%                                | تايلاند                            |
| DHS 2009                                      | 3%                                 | 19%                                | تيمور الشرقية                      |
| DHS 2013-2014                                 | 6%                                 | 22%                                | جمهورية توغو                       |
| DHS 2012                                      | 0%                                 | 6%                                 | مملكة تونغا                        |
| MICS 2006                                     | 2%                                 | 8%                                 | ترينيداد وتوباغو                   |
| MICS 2011-2012                                | 0%                                 | 2%                                 | تونس                               |
| DHS 2013                                      | 1%                                 | 15%                                | تركيا                              |
| MICS 2006                                     | 1%                                 | 7%                                 | تركمانستان                         |
| DHS 2007                                      | 0%                                 | 10%                                | توفالو                             |
| DHS 2011                                      | 10%                                | 40%                                | أوغندا                             |
| MICS 2012                                     | 0%                                 | 9%                                 | أوكرانيا                           |
| DHS 2010                                      | 7%                                 | 37%                                | جمهورية تنزانيا المتحدة            |
| MICS 2013                                     | 1%                                 | 25%                                | أوروغواي                           |
| MICS 2006                                     | 0%                                 | 7%                                 | أوزبكستان                          |
| DHS 2013                                      | 3%                                 | 21%                                | جمهورية فانواتو                    |
| MICS 2014                                     | 1%                                 | 11%                                | فيتنام                             |
| DHS 2013                                      | 9%                                 | 32%                                | اليمن                              |
| DHS 2013-2014                                 | 6%                                 | 31%                                | زامبيا                             |
| MICS 2014                                     | 4%                                 | 34%                                | زيمبابوي                           |

#### ملخص بعض الإحصائيات الخاصة بزواج القُصَّر (2008 – 2014)
| تم الزواج ببلوغ ال15 | تم الزواج ببلوغ ال18 | المنطقة                                      |
| 12%                  | 39%                  | جنوب الصحراء الكبرى بقارة أفريقيا            |
| 10%                  | 36%                  | شرق وجنوب أفريقيا                            |
| 14%                  | 42%                  | غرب ووسط أفريقيا                             |
| 3%                   | 18%                  | الشرق الأوسط وشمال أفريقيا                   |
| -                    | 15%                  | شرق اَسيا والمحيط الهادئ (عدا الصين)          |
| 5%                   | 23%                  | أمريكا اللاتينية ومنطقة بحر الكاريبي         |
| 1%                   | 11%                  | أوروبا الوسطى والشرقية ورابطة الدول المستقلة |
| 13%                  | 41%                  | الدول الأقل تطورًا                            |

## شخصيات ورموز ضد فكرة الزواج بالإكراه
- نجود علي
- بلكيسا تشايبو
- فرانكا ڤيولا